# 永島俊
永島 俊（ながしま しゅん, 1988年5月9日 - ）は、東京都府中市出身のフットサル選手。元バルドラール浦安所属。ポジションはアラ。フットサル日本代表。180cmの長身で大きなストライドのドリブルを特徴とする。

## 経歴
フットサルの盛んな東京都府中市出身。小学生でサッカーを始め、中学年代では横河武蔵野FCジュニアユースでプレー。横河武蔵野FCでは原博実の長男・原大悟とチームメイトだった。高校年代では鹿児島実業高校にサッカー留学。2学年上に岩下敬輔、山下真太郎、1学年上に西岡謙太、赤尾公、豊満貴之らがいる。1年時の第83回全国高等学校サッカー選手権大会ではチームが優勝し、2年時の第84回サッカー選手権ではチームが準優勝した。高校卒業後には埼玉県の尚美学園大学に進学、2年時にサッカーからフットサルに転向し、府中市を拠点とするフットサルサンダースに所属。
2007年に府中アスレティックFCに加入し、2007年シーズンの1年間はサテライトで関東フットサルリーグの試合に出場。2008年にFリーグのトップチームに昇格し、2009-10シーズンは22試合出場3得点。2009年にフットサル日本代表に選出され、若手中心で臨んだ10月・11月のアジアインドアゲームズと11月の東アジアフットサル選手権に出場。東アジアフットサル選手権ではグループリーグのマカオ戦・香港戦、準決勝の韓国戦、決勝の中国戦で1得点ずつ計4点を決めている。
2010年4月に同じ東京都内のペスカドーラ町田に移籍。2010-11シーズンは22試合出場3得点、2011-12シーズンは27試合出場3得点、2012-13シーズンは27試合出場6得点。2013年2月からはシーズン途中に約3ヶ月間チームを離れ、スペイン2部のフコンサ・ハエンFSの練習に参加した。2013-14シーズンは35試合出場8得点。2014-15シーズンは35試合出場8得点。
2015年4月、府中アスレティックFCに復帰。
2017年4月、バルドラール浦安に移籍。
2018年6月24日、フウガドールすみだ戦の後半26分に、F1リーグ通算10,000点目となる記念ゴールを記録。
2019年7月6日、名古屋オーシャンズ戦でFリーグ通算300試合出場を達成した。
2020年1月14日、2019-20シーズンで契約満了とクラブから発表。
その後、本人がブログにて選手活動は考えていないとし、事実上の引退宣言となった。

## 所属クラブ

### サッカー
- 横河武蔵野FCジュニアユース
- 2004年-2006年 鹿児島実業高等学校サッカー部
- 2006年-20??年 尚美学園大学サッカー部

### フットサル
- フットサルサンダース
- 2007年 府中アスレティックFCサテライト（関東リーグ）
- 2008年-2010年 府中アスレティックFC（Fリーグ）
- 2010年-2015年 ペスカドーラ町田（Fリーグ）
- 2015年-2017年 府中アスレティックFC（Fリーグ）
- 2017年-2020年 バルドラール浦安（Fリーグ）

## 代表選出歴
- フットサル日本代表[2]
  - アジアインドアゲームズ2009、東アジアフットサル選手権2009

## 個人成績
| 国内大会個人成績 | 国内大会個人成績 | 国内大会個人成績 | 国内大会個人成績 | 国内大会個人成績                  | 国内大会個人成績 | 国内大会個人成績 | 国内大会個人成績 | 国内大会個人成績 | 国内大会個人成績 | 国内大会個人成績 | 国内大会個人成績 |
| 年度             | クラブ           | 背番号           | リーグ           | リーグ戦                          | リーグ戦         | リーグ杯         | リーグ杯         | オープン杯       | オープン杯       | 期間通算         | 期間通算         |
| 年度             | クラブ           | 背番号           | リーグ           | 出場                              | 得点             | 出場             | 得点             | 出場             | 得点             | 出場             | 得点             |
| 日本             | 日本             | 日本             | 日本             | リーグ戦                          | リーグ戦         | オーシャン杯     | オーシャン杯     | 全日本選手権     | 全日本選手権     | 期間通算         | 期間通算         |
| ---------------- | ---------------- | ---------------- | ---------------- | --------------------------------- | ---------------- | ---------------- | ---------------- | ---------------- | ---------------- | ---------------- | ---------------- |
| 2008-09          | 府中             |                  | 関東1部          | ??                                | ?                |                  |                  |                  |                  |                  |                  |
| 2009-10          | 府中             | 10               | Fリーグ          | 22                                | 3                |                  |                  |                  |                  |                  |                  |
| 2010-11          | 町田             |                  | Fリーグ          | 22                                | 3                |                  |                  |                  |                  |                  |                  |
| 2011-12          | 町田             |                  | Fリーグ          | 27                                | 3                |                  |                  |                  |                  |                  |                  |
| 2012-13          | 町田             |                  | Fリーグ          | 27                                | 6                |                  |                  |                  |                  |                  |                  |
| 2013-14          | 町田             |                  | Fリーグ          | 35                                | 8                |                  |                  |                  |                  |                  |                  |
| 2014-15          | 町田             | 11               | Fリーグ          | 30                                | 8                |                  |                  |                  |                  |                  |                  |
| 2015-16          | 府中             | 14               | Fリーグ          | 32                                | 13               | 5                | 2                |                  |                  |                  |                  |
| 2016-17          | 府中             | 14               | Fリーグ          | 33                                | 7                | -                | -                |                  |                  |                  |                  |
| 2017-18          | 浦安             | 24               | Fリーグ          | 32                                | 7                | 4                | 0                | 6                | 2                | 42               | 9                |
| 2018-19          | 浦安             | 9                | Fリーグ          | 32                                | 2                | 2                | 1                | 3                | 1                | 37               | 4                |
| 2019-20          | 浦安             | 9                | Fリーグ          | 29                                | 8                | 2                | 0                | -                | -                | 31               | 8                |
| 通算             | 日本             | 日本             | Fリーグ          | \|321\|\|\|\|\|\|\|\|\|\|\|\|\|\| |                  |                  |                  |                  |                  |                  |                  |
| 通算             | 日本             | 日本             | 関東             | \|\|\|\|\|\|\|\|\|\|\|\|\|\|      |                  |                  |                  |                  |                  |                  |                  |
| 総通算           | 総通算           | 総通算           | 総通算           | \|\|\|\|\|\|\|\|\|\|\|\|\|\|      |                  |                  |                  |                  |                  |                  |                  |

(2020年01月13日終了時点)